# بوک مکئون
' (انگلیسی: Buck McKeon; زاده ۹ سپتامبر ۱۹۳۸) نمایندهٔ حوزه انتخابیه کالیفرنیا از حزب جمهوری‌خواه در مجلس نمایندگان ایالات متحده آمریکا است که برای نخستین‌بار در ۱۸ ژانویه ۱۹۹۳ میلادی به‌عضویت این مجلس درآمد.